# Debretsion Gebremichael
Debretsion Gebremichael (en tigrigna: ደብረጽዮን ou ደብረፅዮን ገብረሚካኤል; né le 7 juillet 1956 à Shire en Éthiopie) est un homme politique éthiopien, actuellement leader du Front de libération du peuple du Tigré (FLPT) et ancien président de la région du Tigré.

## Biographie
Il devient président de la région du Tigré en 2018 en tant que vice-président. 
Il devient vite un opposant au gouvernement fédéral et décide que son parti ne rejoindra pas le Parti de la prospérité en vue des élections législatives de 2020. Ces élections sont reportées à 2021 et Gebremichael décide d'organiser des élections locales contre l'avis du Premier ministre Abiy Ahmed.
Il est destitué en novembre 2020 à la suite du conflit de 2020 au Tigré et de la suspension des institutions locales par le Conseil de la fédération.

## Carrière politique
- depuis le 29 novembre 2017 : Président du Front de libération du peuple du Tigré
- 9 janvier 2018 - 13 novembre 2020[1] : Président de la région du Tigré
- 20 novembre 2012 - 6 novembre 2016 : Vice-premier ministre de l'Éthiopie
- 10 octobre 2012 - 8 janvier 2018 : Ministre des communications et des technologies de l'information